# Fourbi
Pour plus de détails, voir Fiche technique et Distribution.
Fourbi est un film dramatique franco-suisse réalisé par Alain Tanner, sorti en 1996.

## Fiche technique
- Titre français : Fourbi
- Réalisation : Alain Tanner
- Scénario : Alain Tanner et Bernard Comment
- Photographie : Denis Jutzeler
- Musique : Michel Wintsch
- Pays d'origine :  Suisse |  France
- Format : couleurs
- Genre : drame
- Date de sortie : 1996

## Distribution
- Karin Viard : Rosemonde
- Jean-Quentin Châtelain : Paul
- Cécile Tanner : Marie
- Antoine Basler : Pierrot
- Robert Bouvier : Kevin
- Maurice Aufair : le père de Paul
- Michèle Gleizer : La mère de Paul
- Nathalie Jeannet : La Comédienne
- Jacques Denis(acteur) : Patron de Bistrot
- Jacques Probst : Le Client de café
- Jacques Roman : Le Producteur
- Jean-Luc Bideau